# Кино (група)
Кино је био један од најпознатијих и најпопуларнијих совјетских рок бендова 1980-их, из Лењинграда. Фронтмен групе и аутор текстова је био Виктор Цој.

## Историја
Бенд је образован у љето 1981. године у Лењинграду (данашњем Санкт Петербургу), под првобитним именом „Харин и хиперболоиди“ (рус. Гарин и гиперболоиды). У његов састав су ушли Виктор Цој, Алексеј „Риба“ Рибин и Олег Ваљински. Након што је Ваљински ускоро напустио групу, промијењено јој је име у „Кино“, а у састав је 1982. ушао и гитариста Јури Каспарјан.
Групи су помагали (и подржавали је) музичари из бендова „Акваријум“ и „Зоопарк“. Вођа „Акваријума“ Борис Гребеншчиков продуцирао је прва два албума за „Кино“.
Година 1983. група се због умјетничких неслагања Цоја и Рибина распала, а затим поново кренула са радом у саставу: Виктор Цој и Јури Каспарјан. 1984. у групу је ушао бубњар Георги Гурјанов, а као бас-гитариста им је помагао члан „Акваријума", Александр Титов. У току 1986. године у састав групе је ушао басиста Игор Тихомиров, а Александр Титов се за стално вратио групи „Акваријум“. 
На тај начин дошло је до коначног састава групе, која је као таква постојала до 15. августа 1990. године. Група је имала велику популарност у подземљу Лењинграда, а била је позната и у другим републикама тадашњег СССР. Учествовала је на рок фестивалима (Литваника-87), али је стекла данашњу славу након изласка филма „Асса“, Сергеја Соловјова, на чијем крају на сцену излази Виктор Цој и пјева пјесму „Хочу перемен!“ (Хоћу промене!). У то вријеме менаџер и продуцент групе био је Јури Ајзеншпис, а Цој се појавио у још пар филмова, укључујући „Игла“.
У то вријеме група је држала концертне турнеје по Русији, Украјини и Белорусији, а 1989. године се кренули у Њујорк, гдје је приказана премијера филма „Игла“ и одржан мини-концерт. Услиједило је путовање у Париз, гдје је вршена обрада збирци „Последний герой“ (Посљедњи херој), а у јесен 1990. године група је путовала у Токио, гдје је закључен договор о промоцији групе у Јапану.
24. јуна 1990. године група је одржала концерт у препуној сали Велике спортске арене „Лужњики“. Организатори су организовали подзрав, а запаљен је и олимпијски пламен. (Влада погрешно мишљење да је олимпијски пламен на том стадиону тада упаљен тек други пут у историји: на олимпијади 1980. и на том концерту.
У јулу 1990. године, група „Кино“ је започела рад на новом албуму, који су планирали продуцирати у Француској, гдје је раније успјешно обрађен њихов „Последний герой“. Овај албум, није доживио свој свршетак — Виктор Цој је погинуо у аутомобилској несрећи на колосеку Јурмала-Талси, на путу за Тукумс. Незавршени албум су Каспарјан, Тихомиров и Гурјанов заједно довршили и назвали „Чёрный“ (Црни), потпуно црног омота, у знак жалости због Цоја. У децембру те године „Црни албум“ је представљен у лењинградском рок-клубу. Око месец дана после тога, на првом каналу телевизијске компаније „ВИД“ је приказана презентација албума из московског Дома омладине, а након тога група „Кино“ је званично престала да постоји.
Музичари групе „Кино“ поново су се састали 2012. године да сниму студијску верзију песме „Атаман”, користећи старе сачуване снимке са вокалом Виктора Цоја.
2020. бенд се поново окупио на сталној основи, почеле су припреме за концерте, од којих је неколико одржано 2021. (инструменталне делове су изводили уживо музичари, коришћен је фонограм за вокал Виктора Цоја). 

## Утицаји
Музика групе „Кино“ је поређена са британским бендовима „The Smiths“, „Depeche Mode“ и „Joy Division“. Цој је признаво да је хтео да постигне звук сличан звуку групе „Duran Duran“ за албум „Ночь“. Ово је сасвим сигурно кад се говори о звуку њихових бубњева и гитаре на неким песмама.

## Састав
- Виктор Цој — вокал, ритам гитара (1981 - 1990);
- Јури Каспарјан — соло-гитара (1983 - 1990);
- Игор Тихомиров — бас-гитара (1986 - 1990);
- Георги Гурјанов — помоћни вокал, бубњеви (1984 - 1990).
- Алексеј „Риба“ Рибин - соло-гитара, помоћни вокал (1981 - 1983)

## Дискографија

### Албуми
- 1982 — „45“
- 1983 — „46“
- 1984 — „Начальник Камчатки“ (Шеф Камчатке)
- 1985 — „Это не любовь“ (Ово није љубав)
- 1986 — „Ночь“ (Ноћ)
- 1988 — „Группа крови“ (Крвна група)
- 1989 — „Звезда по имени Солнце“ (Звезда по имену Сунце)
- 1990 — „Чёрный альбом“ (Црни албум)
- 2022 — „12_22”

### Други албуми
- 1986 — „Red Wave“ (2 компакт-диска)
- 1989 — „Последний герой“ (Последњи херој)
- 1992 — „Неизвестные песни“
- 2002 — „Последние записи“

### Концертни снимци
- 1987 — „Концерт в Рок-клубе“ (2 компакт-диска)
- 1987 — „Концерт в Дубне“
- 2002 — „Первые записи. «Гарин и Гиперболоиды»” (1981)